# Leon Taylor (adwokat)
Leon Robert Antoni Taylor (ur. 17 stycznia 1913 w Krakowie, zm. 3 października 2000 w Poznaniu) – polski adwokat związany z Poznaniem, członek Trybunału Stanu (1991–1993).

## Życiorys
Był synem ekonomisty Edwarda Taylora. Uczył się w gimnazjum im. Karola Marcinkowskiego w Poznaniu (1922–1930), następnie studiował prawo na Uniwersytecie Poznańskim (1930–1935). W międzyczasie (1932–1933) odbył służbę wojskową w Szkole Podchorążych Rezerwy Kawalerii w Grudziądzu. Podczas studiów działał w Związku Akademickim Młodzież Wszechpolska. Do momentu wybuchu II wojny światowej odbywał aplikację w poznańskich kancelariach adwokackich. Na stopień podporucznika rezerwy został mianowany ze starszeństwem z 1 stycznia 1935 i 26. lokatą w korpusie oficerów kawalerii.
W sierpniu 1939 jako oficer rezerwy 7 Pułku Strzelców Konnych Wielkopolskich został zmobilizowany i przydzielony do Ośrodka Zapasowego Kawalerii „Biedrusko” w Kraśniku. W czasie kampanii wrześniowej dostał się do niemieckiej niewoli. Przebywał w Oflagu II A Prenzlau i Oflagu II C Woldenberg. 
Po zakończeniu wojny przez krótki okres zatrudniony jako adiunkt w Katedrze Prawa Handlowego Uniwersytetu Poznańskiego, jednocześnie praktykował jako adwokat: początkowo indywidualnie, następnie w poznańskich zespołach adwokackich (do 1983). W czasie stanu wojennego wywalczył wyrok uniewinniający podczas rozprawy przeciwko poznańskim opozycjonistom w grudniu 1981. Decyzją władz PRL nie zezwolono mu na indywidualną praktykę adwokacką w Kostrzynie, co środowisko prawnicze odebrało jako karę za zaangażowanie w działalność w wielkopolskiej NSZZ „Solidarność” w latach 1980–1981. W październiku 1983 został wybrany w skład Naczelnej Rady Adwokackiej (był zatwierdzany w tej funkcji w latach 1986 i 1989).
W latach 1991–1993 był członkiem Trybunału Stanu.
Odznaczony Krzyżem Walecznych (za walkę w kampanii wrześniowej), Medalem Komisji Edukacji Narodowej (za działalność oświatową w oflagu) oraz złotą odznaką „Adwokatura Zasłużonym” (za działalność na rzecz praworządności).
Był ojcem Jacka Taylora i Tomasza Roberta Taylora. Został pochowany na Cmentarzu Junikowskim.